# دوري هونغ كونغ لكرة القدم 1962–63
دوري هونغ كونغ لكرة القدم 1962–63 هو الموسم 18 من دوري هونغ كونغ لكرة القدم ‏. كان عدد الأندية المشاركة فيه 12، وفاز فيه Yuen Long FC ‏.